# Juan Pablo Durán
Juan Pablo Durán Sánchez (Córdoba, 1964) es un político español, miembro del PSOE desde 1996 y que fue presidente del Parlamento de Andalucía entre 2015 y 2018. Está casado y tiene tres hijos.

## Trayectoria

### Cargos en el PSOE de la provincia de Córdoba y Cajasur
Juan Pablo Durán ha ocupado cargos orgánicos en el Partido Socialista Obrero Español de la provincia de Córdoba: Secretario de Administración (2000-2004), Secretario de Organización (2004-2008) y Secretario general (desde 2008).
También fue miembro del consejo de administración de Cajasur.

### Concejal del Ayuntamiento de Córdoba (2011-2014)
En 2011, se presentó como cabeza de lista de su partido en las elecciones municipales de Córdoba capital. Se convirtió en uno de los 4 concejales del grupo socialista, y su portavoz.
En mayo de 2013 la Audiencia Nacional refrendó la sanción que el Banco de España le había impuesto por la gestión de Cajasur, junto a otros exconsejeros de la entidad. En octubre de ese mismo año, generó cierta polémica cuando, tras la imputación de la exalcaldesa socialista de Peñarroya-Pueblonuevo, proclamó:

La derecha ni hace prisioneros ni deja heridos. Solamente saben matar y, si es posible en las cunetas, que es donde siempre nos han dejado a los socialistas.

Tras difundirse el vídeo con dichas declaraciones, Juan Pablo Durán pidió disculpas a través de un comunicado de prensa.

### Senador y presidente del Parlamento de Andalucía (2014-2018)
Tras haber sido designado por el Parlamento de Andalucía como senador en marzo de 2014, fue cabeza de lista por la provincia de Córdoba en las elecciones anticipadas del 22 de marzo de 2015 resultando elegido diputado. Propuesto como presidente del Parlamento de Andalucía, fue elegido en segunda votación con los únicos votos de su grupo..Fue presidente del Parlamento Andaluz hasta diciembre de 2018 y diputado hasta junio de 2022

## Lista de cargos desempeñados
- Secretario de Administración del PSOE de Córdoba (2000-2004).
- Secretario de Organización del PSOE de Córdoba (2004-2008).
- Secretario general del PSOE de Córdoba (desde 2008).
- Concejal del Ayuntamiento de Córdoba (2011-2014).
- Portavoz del Grupo Socialista en el Ayuntamiento de Córdoba (2011-2014).
- Senador designado por el Parlamento de Andalucía (2014-2015).
- Diputado por la provincia de Córdoba en el Parlamento de Andalucía (desde 2015 hasta 2022).
- Presidente del Parlamento de Andalucía (2015-2018).